# Johanna Katharina von Montfort

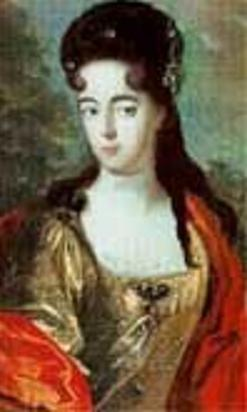
Johanna Katharina von Montfort, Fürstin von Hohenzollern-Sigmaringen

Johanna Katharina Viktoria von Montfort-Tettnang (* 9. Oktober 1678; † 26. Januar 1759 in Sigmaringen) war eine Gräfin von Montfort sowie Fürstin und 1715 bis 1720 auch Regentin von Hohenzollern-Sigmaringen.

## Leben
Johanna Katharina war eine Tochter des Grafen Johann Anton I. von Montfort-Tettnang (1635–1708) aus dessen Ehe mit Gräfin Maria Viktorina von Spaur und Flavon (1651–1688).
Sie heiratete am 22. November 1700 den Fürsten Meinrad II. von Hohenzollern-Sigmaringen (1673–1715). Während ihr Mann in österreichischen Diensten in Wien stationiert war, kümmerte sie sich um die Erziehung der Kinder. 1707 floh sie vor den Wirren des Spanischen Erbfolgekrieges mit den Kindern aus Sigmaringen zu ihrem Mann nach Wien. Erst sieben Jahre später kehrten sie gemeinsam zurück.
Nach dem Tod ihres Mannes war Johanna Katharina, die als an Geist und Seele gleichermaßen hochgebildet beschrieben wurde, bis 1720 Regentin in Hohenzollern-Sigmaringen für ihren minderjährigen Sohn. Während ihrer Regentschaft belehnte sie den preußischen Kriegskommissar Dozem zu Kleve mit dem Gut Bistervelde. Johanna Katharina war Trägerin des Sternkreuzordens.

## Nachkommen
Aus ihrer Ehe hatte Johanna Katharina folgende Nachkommen:
- Joseph Friedrich Ernst Meinhard Karl Anton (1702–1769), Fürst von Hohenzollern-Sigmaringen

⚭ 1. 1722 Prinzessin Marie von Oettingen-Spielberg (1703–1737)
⚭ 2. 1738 Gräfin Judith von Closen (1718–1743)
⚭ 3. 1743 Gräfin Maria Theresia von Waldburg-Trauchburg (1696–1761)
- Franz Wilhelm Nikolaus (1704–1737), Graf von Hohenzollern-Berg

⚭ 1724 Gräfin Maria Katharina von Waldburg zu Zeil und Trauchburg (1702–1739)
- Maria Anna Elisabeth (1707–1783)
- Karl Wolfgang Ludwig Anton (1708–1709)